# Туризм в Греции
Туризм в Греции — один из ключевых секторов экономики. С античных времен и до современности Греция является одним из основных туристических направлений в Европе. За 2018 год Грецию посетили 33 млн туристов, обеспечив, тем самым, около 25 % валового внутреннего продукта всей страны.
Греция всегда привлекала иностранных гостей своей богатой историей и традициями, но в последние десятилетия значительно вырос пляжный туризм. Число рабочих мест, предоставленных туристической отраслью и смежными отраслями, составило в 2006 году 659 719 места. Это 16 % от всех рабочих, занятых в экономике Греции.
В 2006 году министерство туризма Греции инвестировало в развитие индустрии отдыха более 38 млрд долларов, что на 8 млрд больше, чем в 2002 году. Кроме того правительство намерено поощрять развитие зимнего, лечебного, паломнического, аграрного и других видов туризма в Греции, что ещё больше увеличит поток отдыхающих. Новый логотип Греческой национальной туристической организации состоит из девяти кругов, символизирующих девять новых видов туризма, которые необходимо развивать в целях борьбы с сезонностью туризма в Греции. Новый лозунг, используемый при рекламе туризма в Греции: «англ. Greece, the true experience» («Греция — истинный опыт»).
Греческая национальная туристическая организация проводила промо акции с известной греческой певицей — Еленой Папаризу, которая стала победителем конкурса Евровидение 2005.

## Популярные города
- Афины — столица и один из древнейших городов Европы;
- Ия (Санторини, Киклады) — интереснейший городок, расположенный на обрывистом краю острова Санторини;
- Хора (Миконос, Киклады) — популярный остров с большим количеством клубов и дискотек;
- Родос (Родос, Додеканес) — здесь был расположен Колосс Родосский, одно из семи чудес света;
- Ираклион (Крит) — один из древнейших городов Крита. Недалеко расположен знаменитый Кносс.
- Салоники — второй по величине город Греции

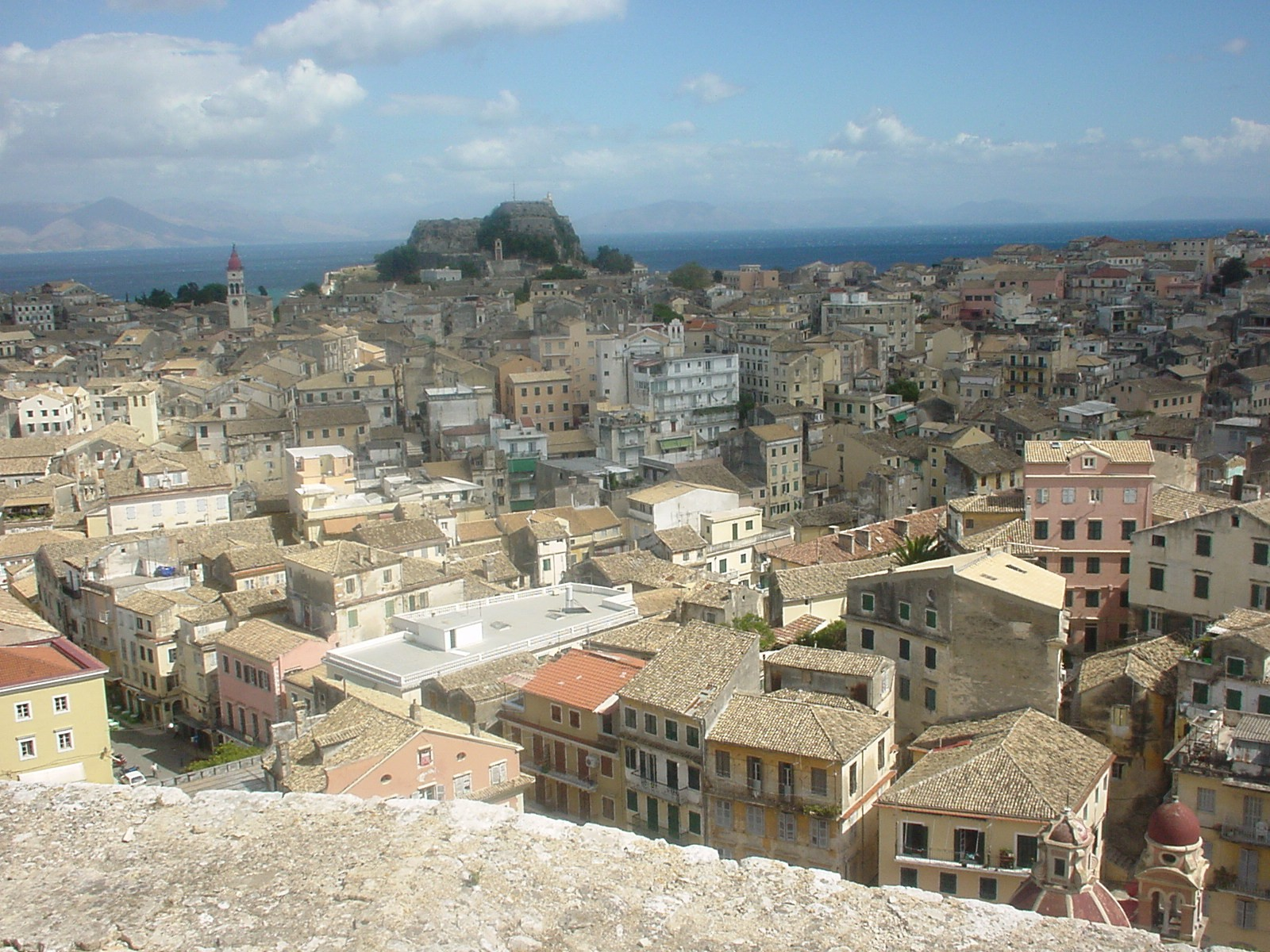
Керкира

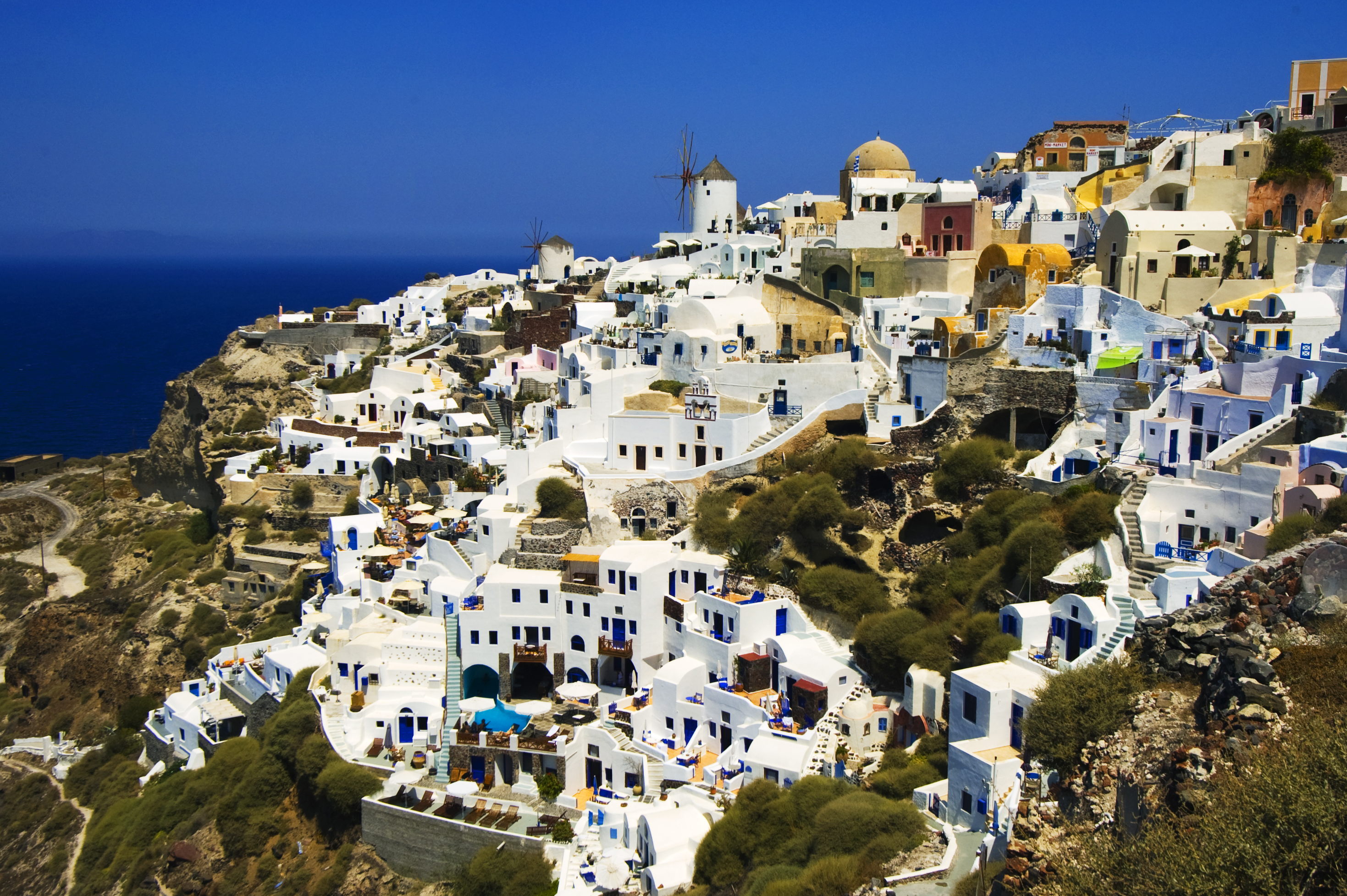
Ия город на острове Санторини.

## Гостиницы
Согласно Греческой Гостиничной Палате и Национальной Статистической Службе Греции гостиницы имеют следующую классификацию:
| Рейтинг  | Количество | Число мест |
| -------- | ---------- | ---------- |
| 5 звезд  | 176        | 64 913     |
| 4 звезды | 994        | 176 631    |
| 3 звезды | 1 804      | 163 077    |
| 2 звезды | 4 460      | 231 333    |
| 1 звезда | 1 677      | 57 298     |
| Всего    | 9 111      | 693 252    |

## Пристани, курорты и термальные источники
Греция имеет 51 порт и 14661 мест швартовки, которые предоставляют услуги швартовки, заправки, ремонта и телефонии. Многие из наиболее известных стоянок для яхт находятся всего в нескольких километрах от Афин. В Греции есть 752 терм. Многие из них лицензированы как лечебные центры.

## Галерея

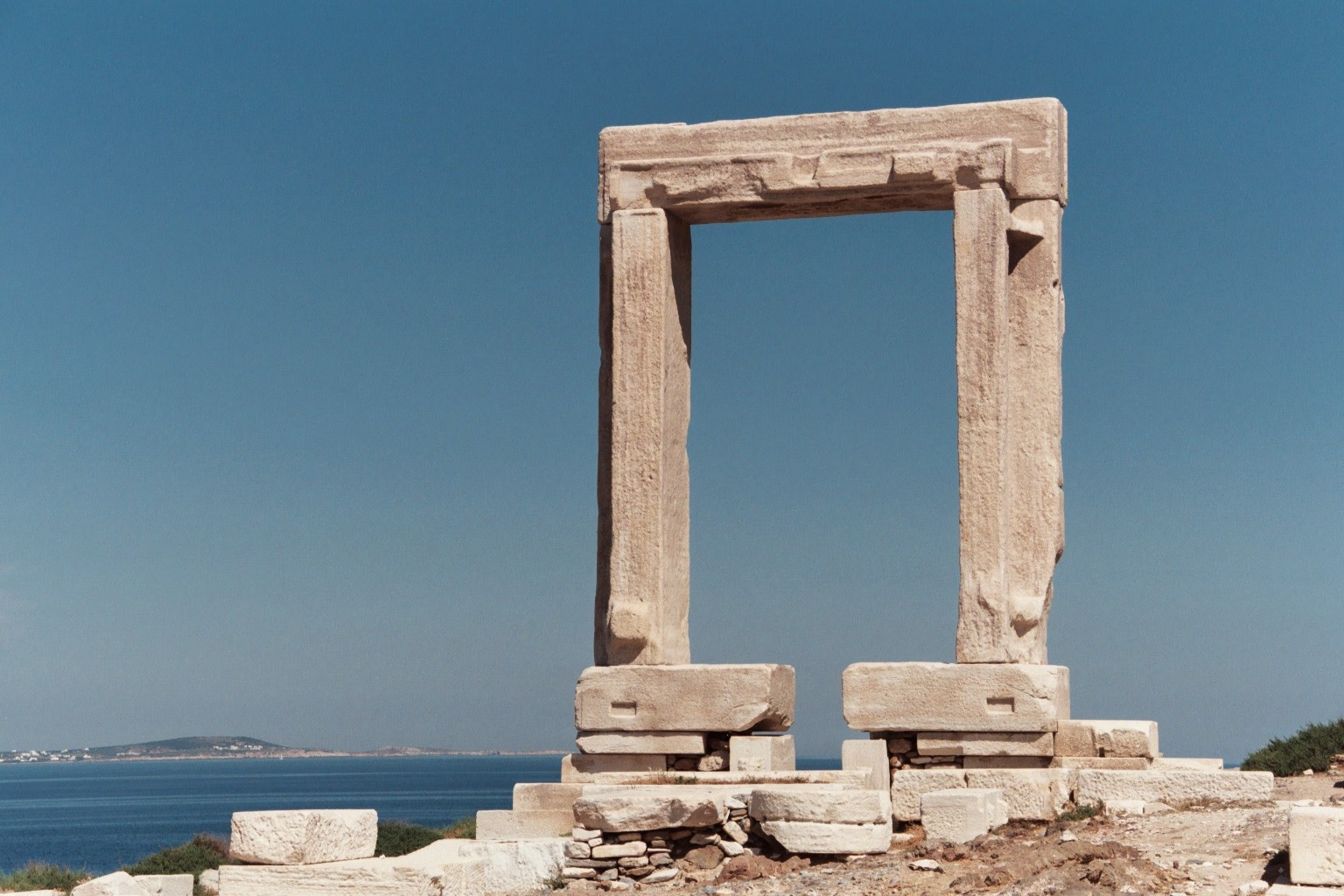
Наксос
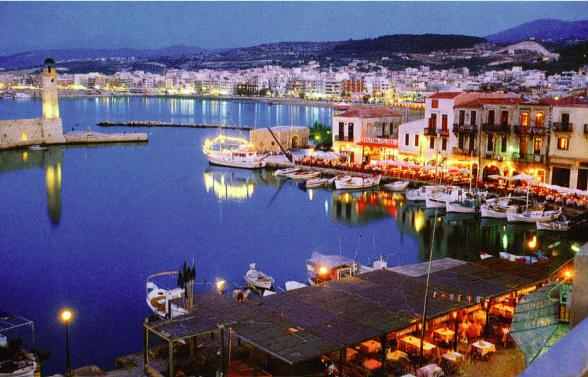
Ретимнон, Крит
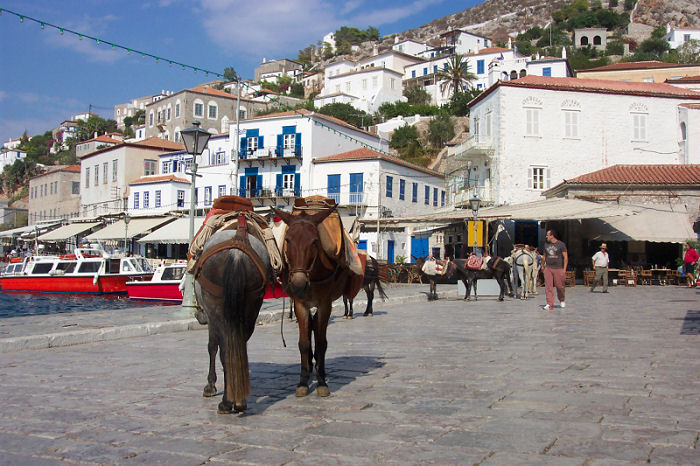
Порт острова Идра
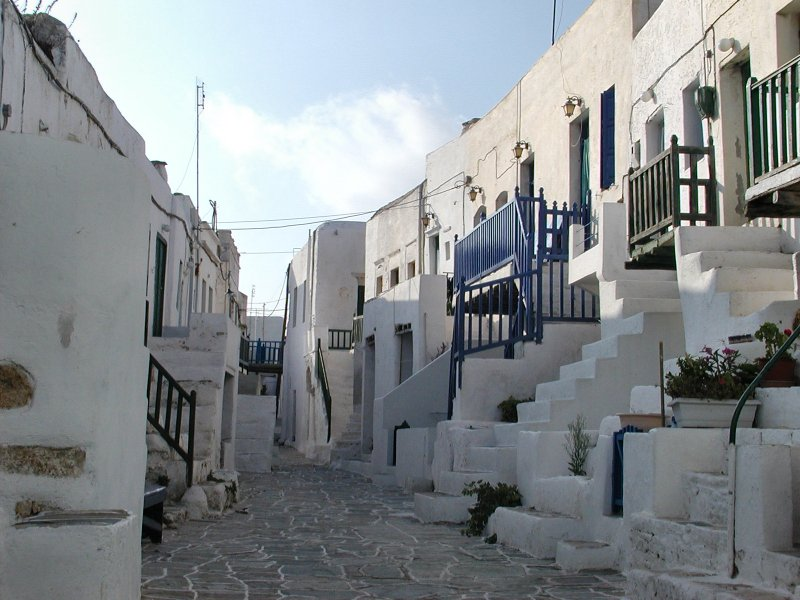
Улица на острове Фолегандрос.
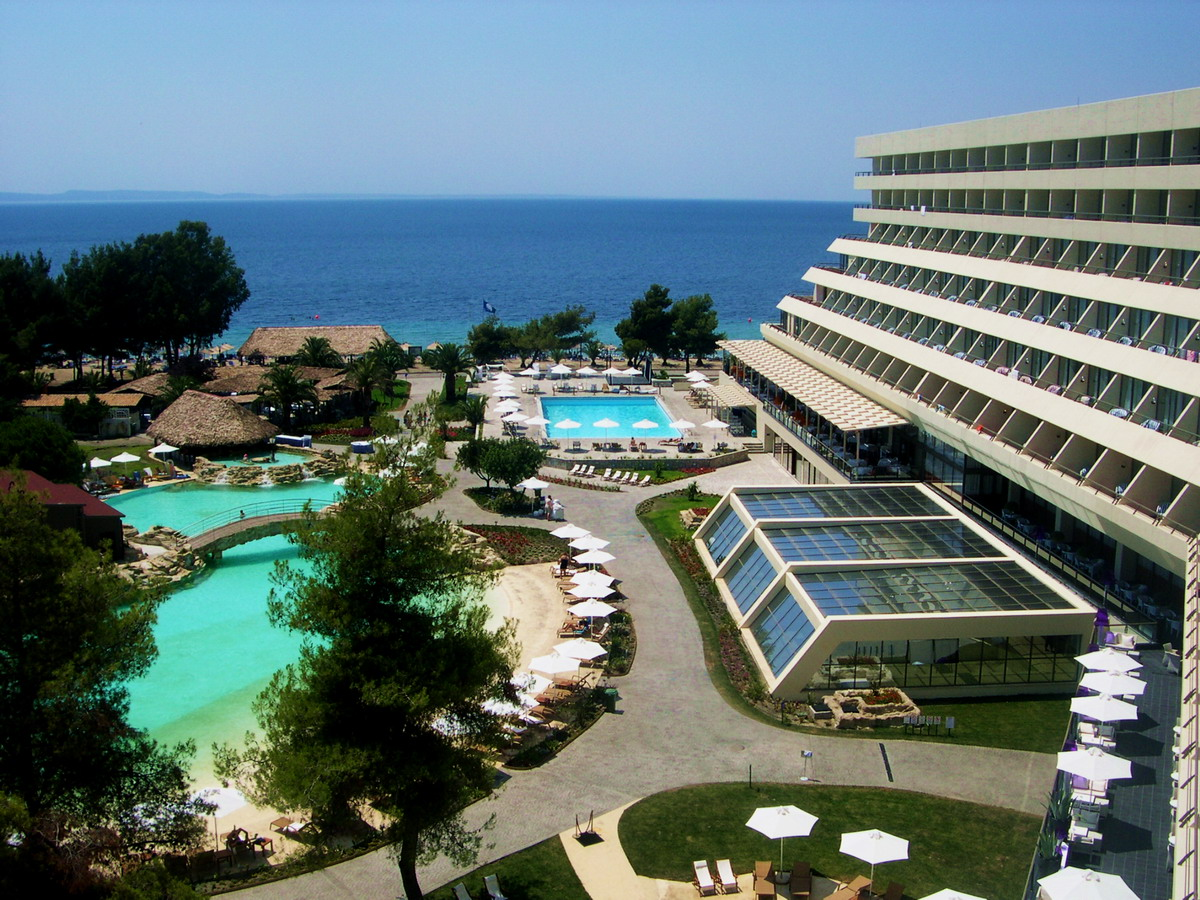
Отель "Порто Карасс" на полуострове Халкидики
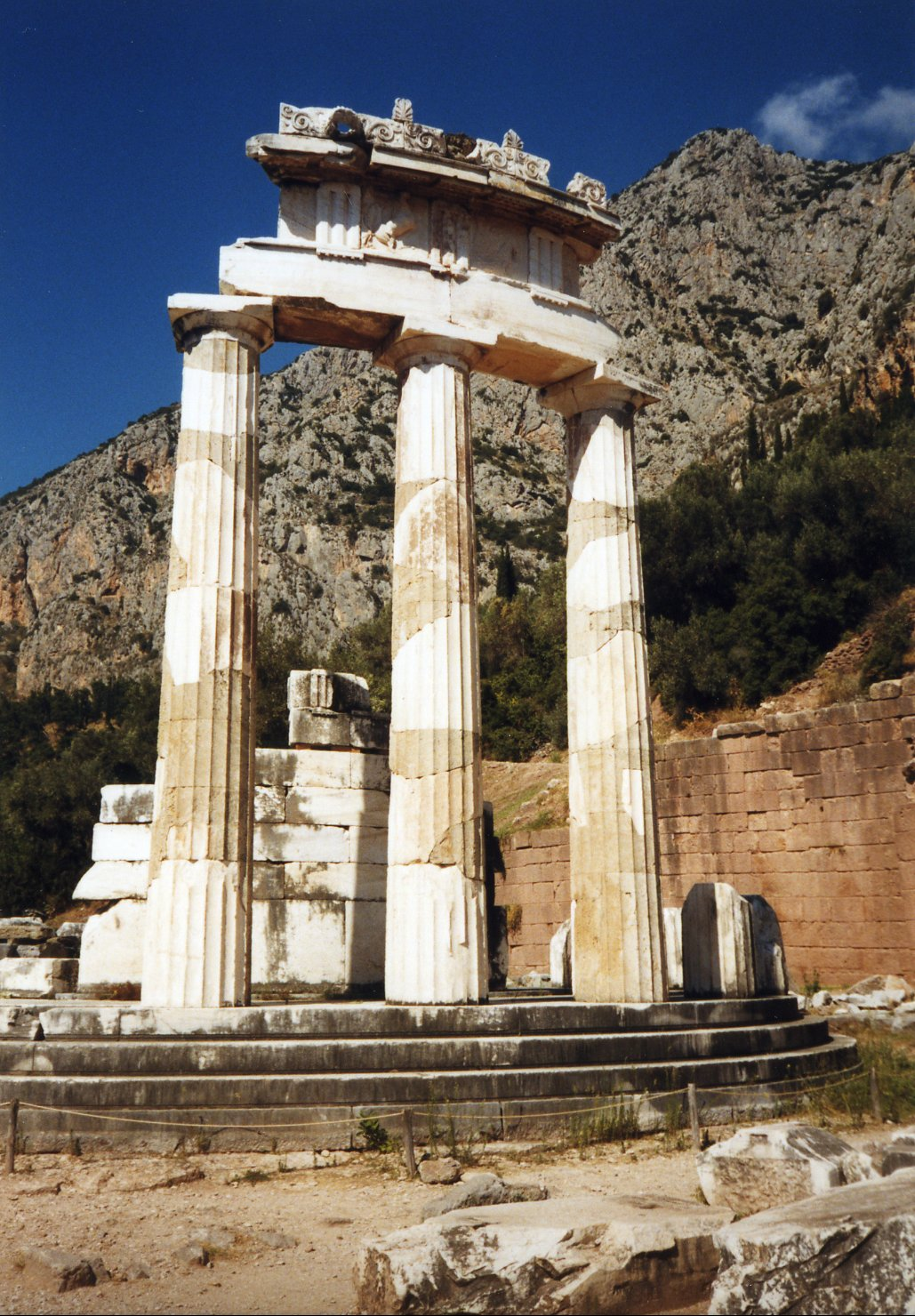
Дельфы
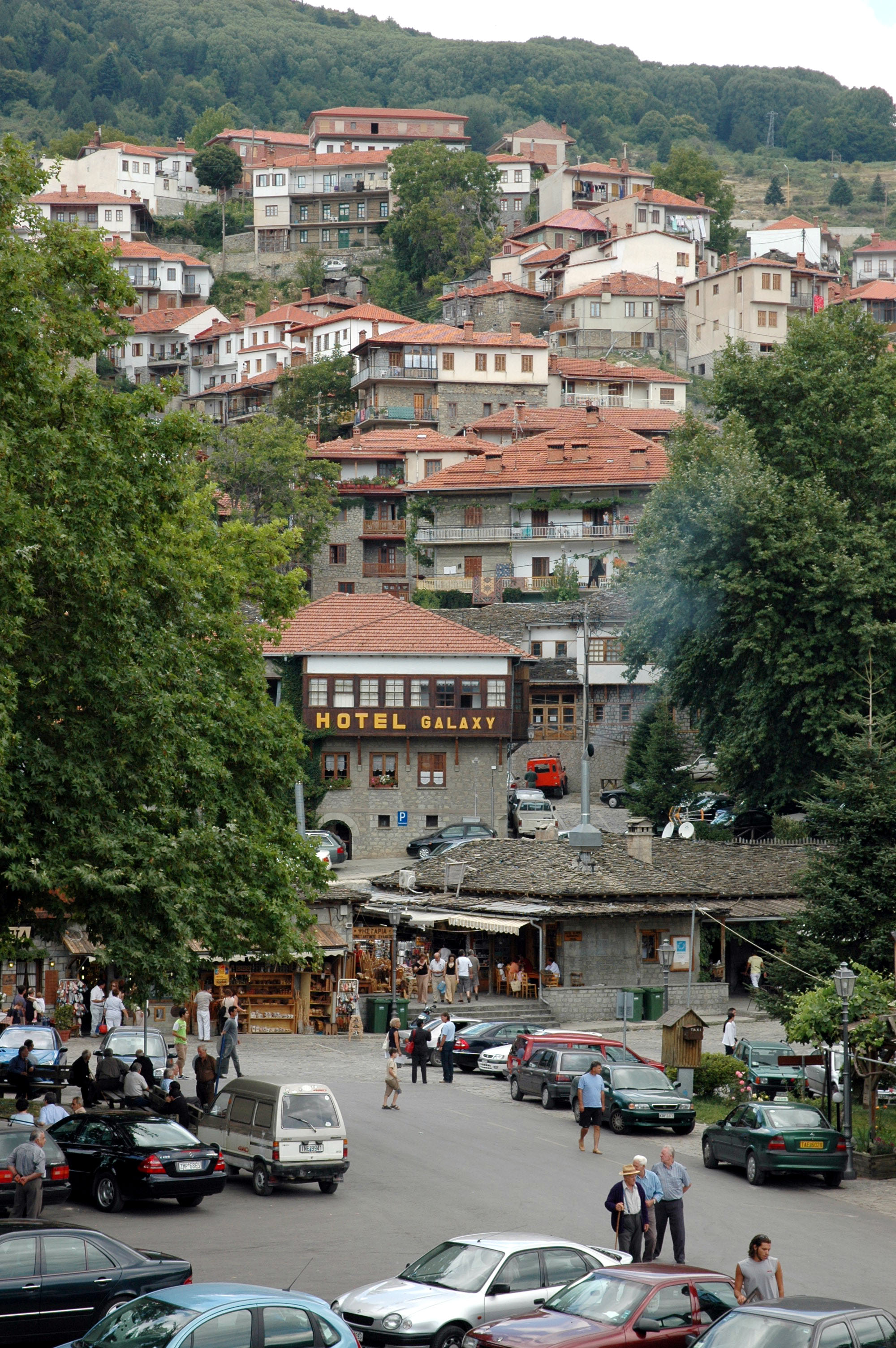
Вид центра городка Мецовон, популярного зимнего направления
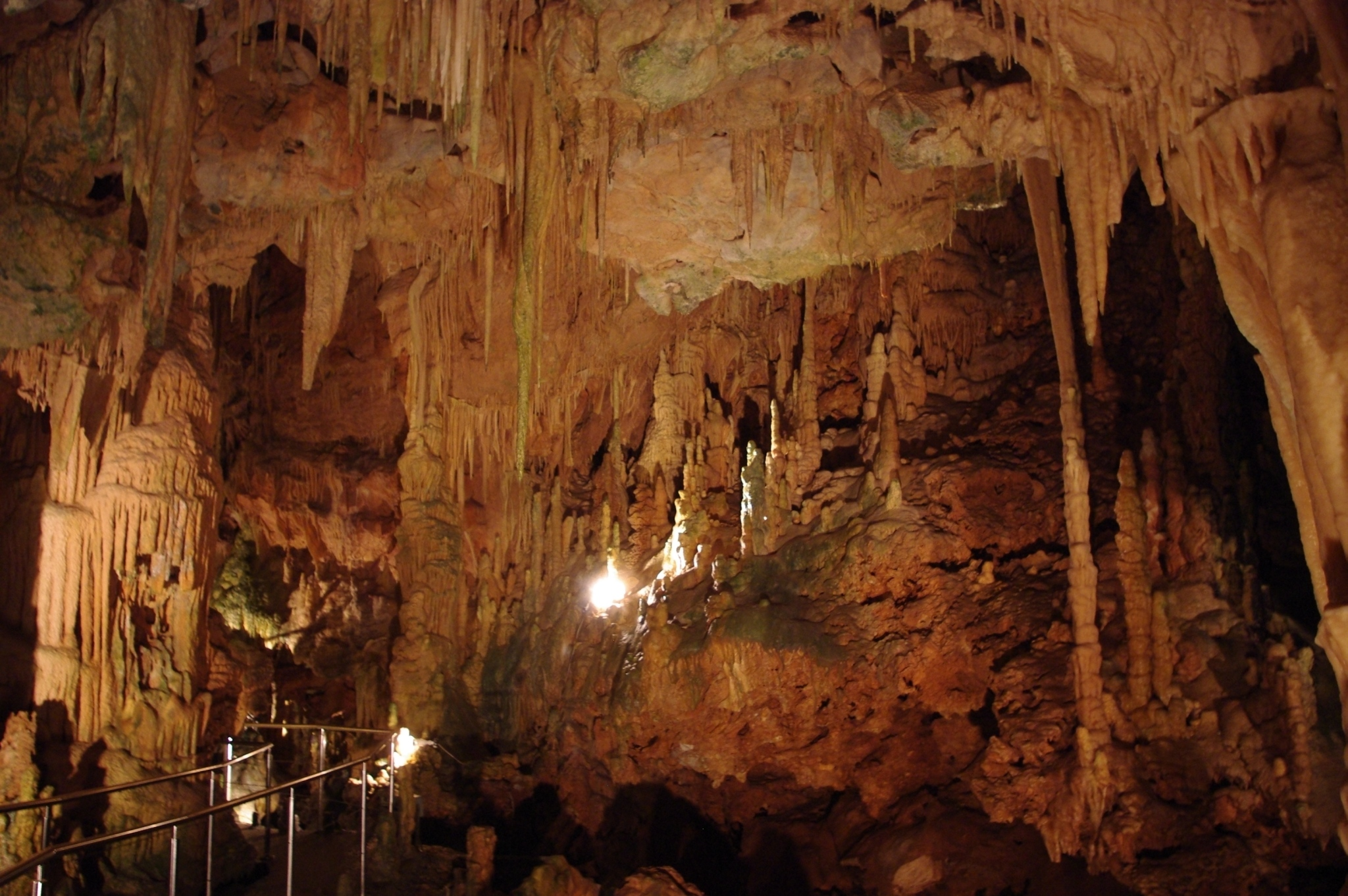
Пещеры Диру на полуострове Мани в южном Пелопоннесе
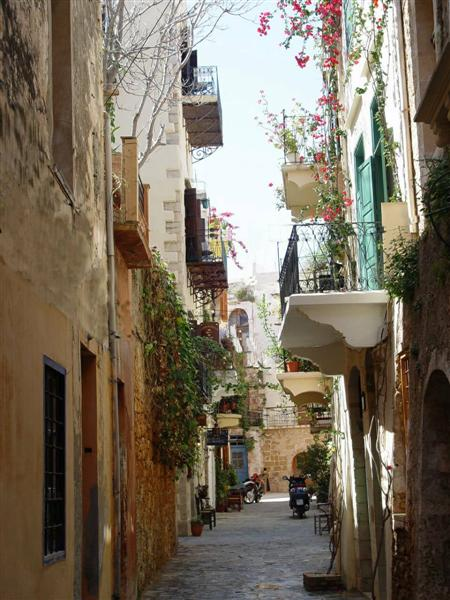
Улица города Ханья, Крит
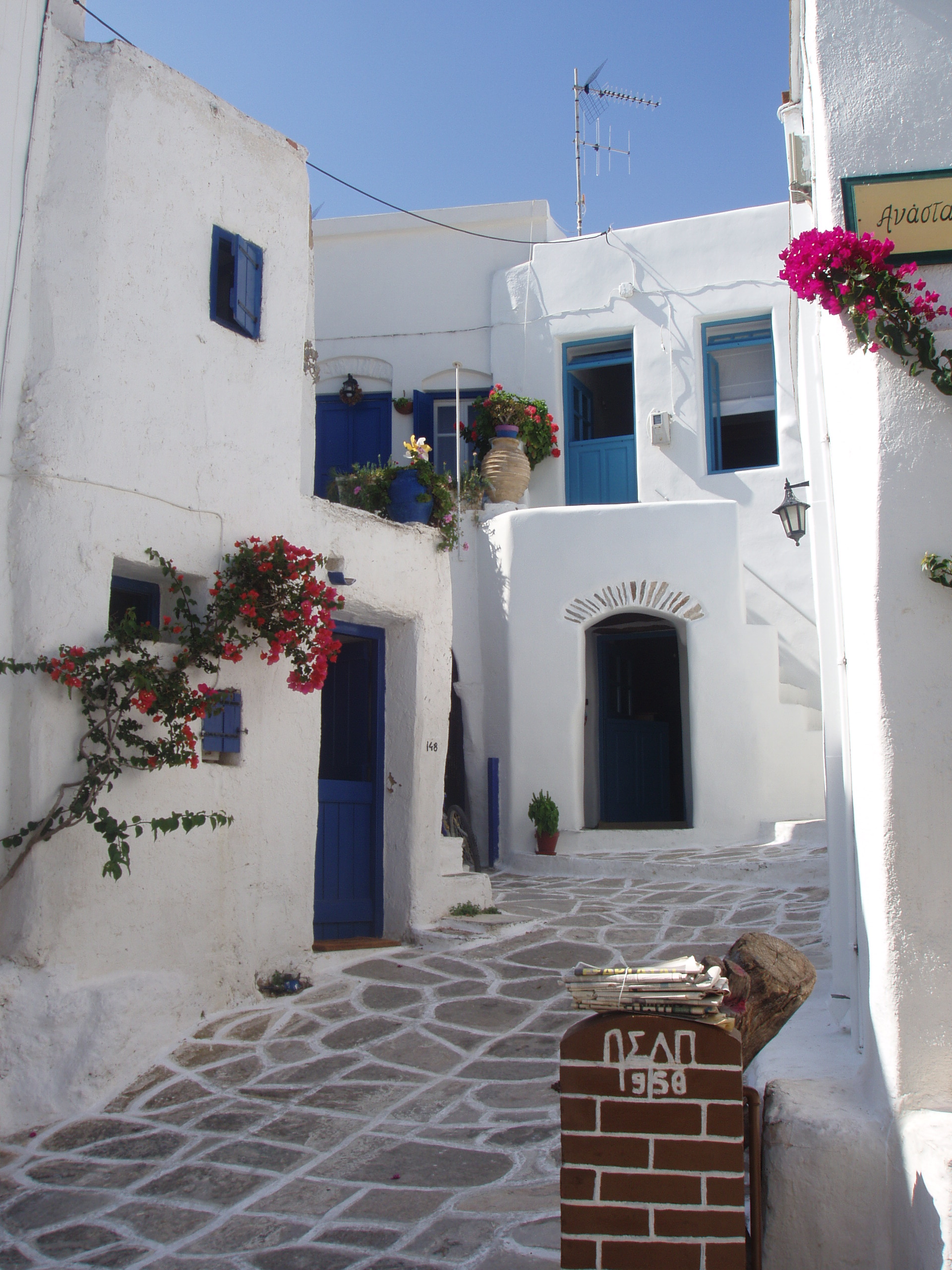
На острове Парос
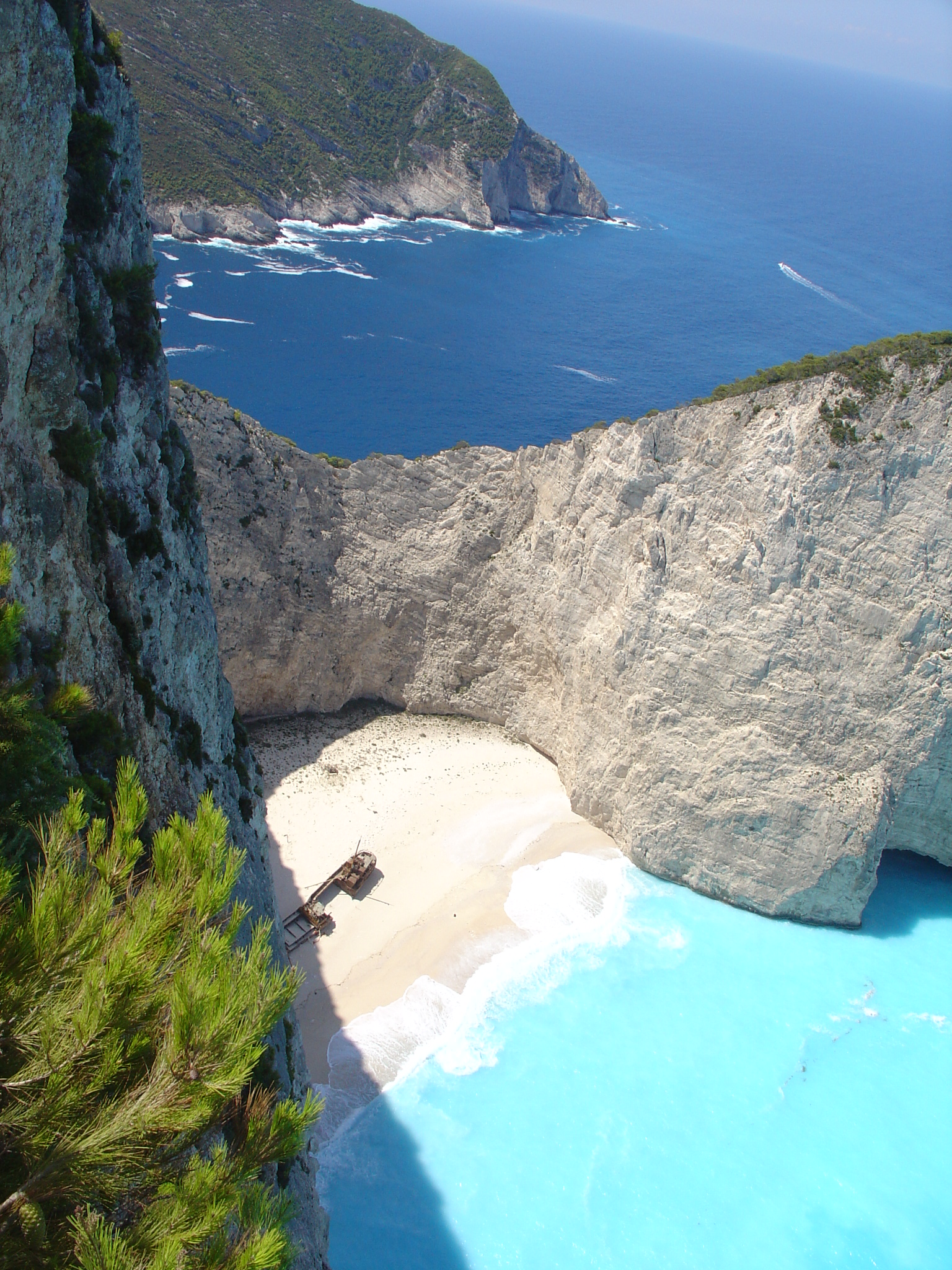
Пляж Навагио на острове Закинф